# تنهایی قدم می‌زنم
تنهایی قدم می‌زنم (انگلیسی: I Walk Alone) یک فیلم در ژانر جنایی، درام، و نوآر به کارگردانی بایرون هاسکین است که در سال ۱۹۴۷ منتشر شد.

## بازیگران
- برت لنکستر
- لیزابث اسکات
- کرک داگلاس
- وندل کوری
- ژرژ ریگاد
- مارک لارنس
- مایک مازورکی
- ژان دل وال
- کریستین میلر
- اولین هولند
- چارلز دی. براون
- میکی ناکس